# Pincio di Ancona
Il Pincio di Ancona è un pubblico di limitata estensione, ma di grande importanza storica, dato che è il più antico della città, essendo sorto dopo la presa di Roma del 1870. Popolarmente è chiamato a volte Pincetto. Il nome ricorda il famoso Pincio romano, nel quale Mazzini, durante il periodo della Repubblica Romana, decise di porre le statue degli Italiani più celebri e che dunque simboleggia il ruolo di Roma come capitale. Dall'anno 1870, come ad Ancona, anche in altre città italiane sorgono parchi pubblici che richiamano nel nome il Pincio romano, per celebrare la riunione di Roma all'Italia.

## Descrizione

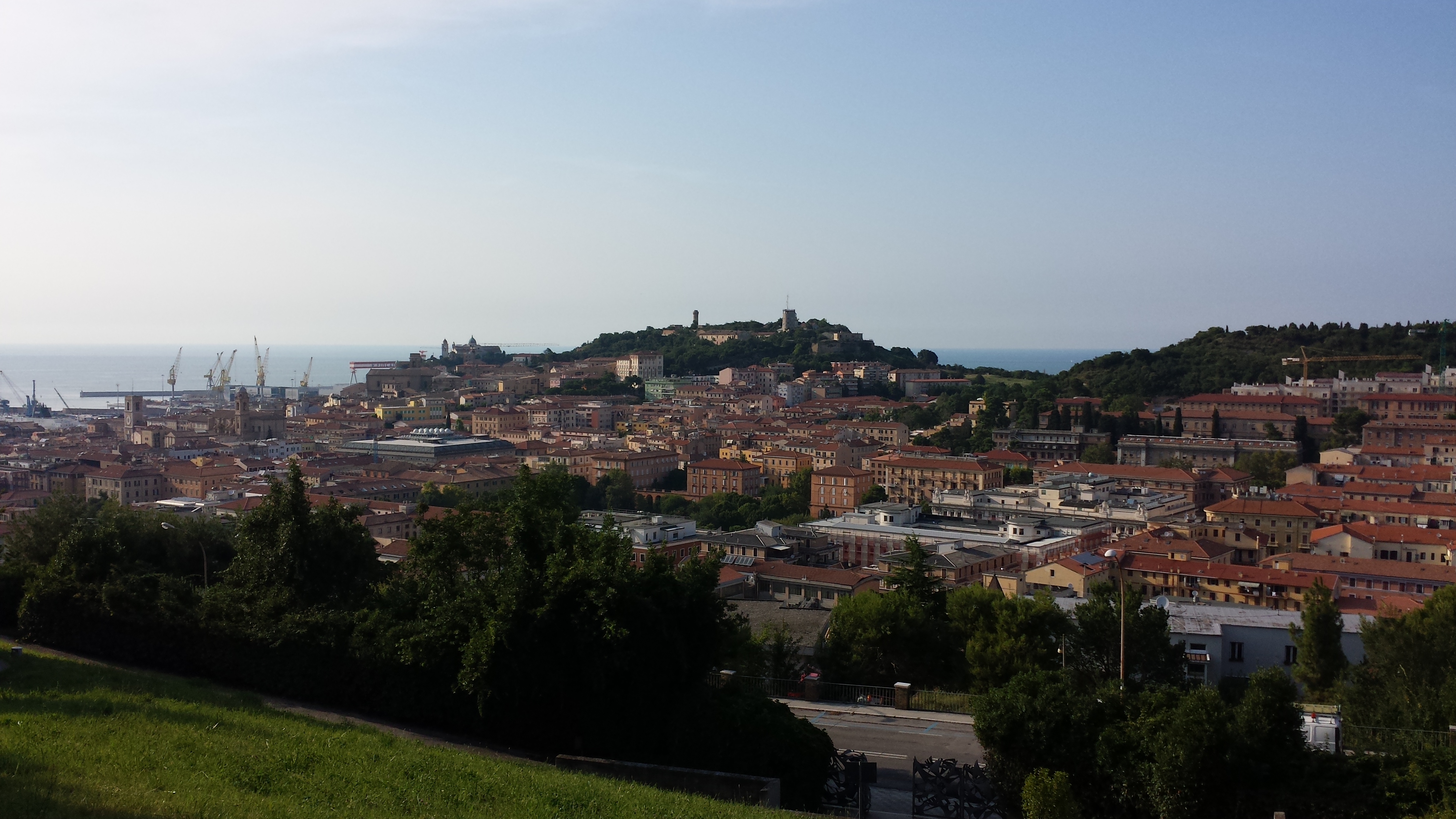
Panorama verso nord

Per rievocare il suo omonimo romano, il Pincio di Ancona ne segue le caratteristiche principali: è ricco di sempreverdi, ha un impianto geometrico dei sentieri ed ha un belvedere da cui si gode di un'ampia vista sulla città.
Il parco si estende sulla sommità del Colle di Santo Stefano per circa un ettaro ed è caratterizzato da notevole dislivello, di circa 13 m, tra la quota di via Circonvallazione (96 s.l.m.) e quella su via Vittorio Veneto (83.00 s.l.m.).
Confina ad ovest con le mura della fortificazione napoleonica della Lunetta di Santo Stefano, costruita nel 1799 come avamposto delle mura cittadine e che fu uno dei luoghi di combattimento durante l'assedio del 1849. 
Dal belvedere la vista spazia sul mare, sia verso est, ossia verso il Passetto, sia verso ovest, ossia verso il porto, permettendo di percepire la morfologia del promontorio su cui sorge la città. Guardando verso nord, il mare appare tra il colle Guasco e monte Cappuccini e tra quest'ultimo e monte Cardeto. Inoltre, si possono osservare i colli su cui sorgono i rioni storici, il Parco del Cardeto e molti dei principali monumenti di Ancona.
La vegetazione è dominata da pini d'Aleppo, ornielli e alberi di Giuda.

## Storia
Il Pincio, dopo la sua costituzione nella seconda metà dell'Ottocento, è rimasto inalterato per circa un secolo. Comprendeva una terrazza panoramica e diversi viali che si dipartivano a raggiera da un piazzale centrale, raggiungendo un sentiero perimetrale. I percorsi erano illuminati con decorativi lampioni a gas illuminante. L'ingresso, segnato da una cancellata monumentale, si trovava all'inizio di via Rodi e da qui un ripido viottolo conduceva al centro cittadino, nei pressi dell'attuale via San Martino. 
Intorno alla metà degli anni sessanta del Novecento, il parco subì varie vicende che ne hanno alterato e avvilito l'aspetto: la sua area fu divisa in due da una profonda trincea, su cui si fece passare via XXV Aprile; l'allargamento di via Circonvallazione ne ha ristretto la superficie; i vialetti che si dipartono dal piazzale centrale, a causa di questi interventi, furono troncati e finiscono ora a fondo cieco contro la recinzione. Inoltre, la monumentale cancellata d'ingresso fu smontata e riutilizzata nell'ingresso secondario del cimitero di Tavernelle; i lampioni in ghisa, risalenti al periodo dell'illuminazione a gas, vennero rimossi; le balaustre architettoniche della terrazza panoramica ottocentesca furono demolite. 
Nel 1965 il parco si è arricchito di un nuovo monumento e di un conseguente ulteriore significato: in quell'anno fu infatti inaugurato il Monumento ai caduti della Resistenza.

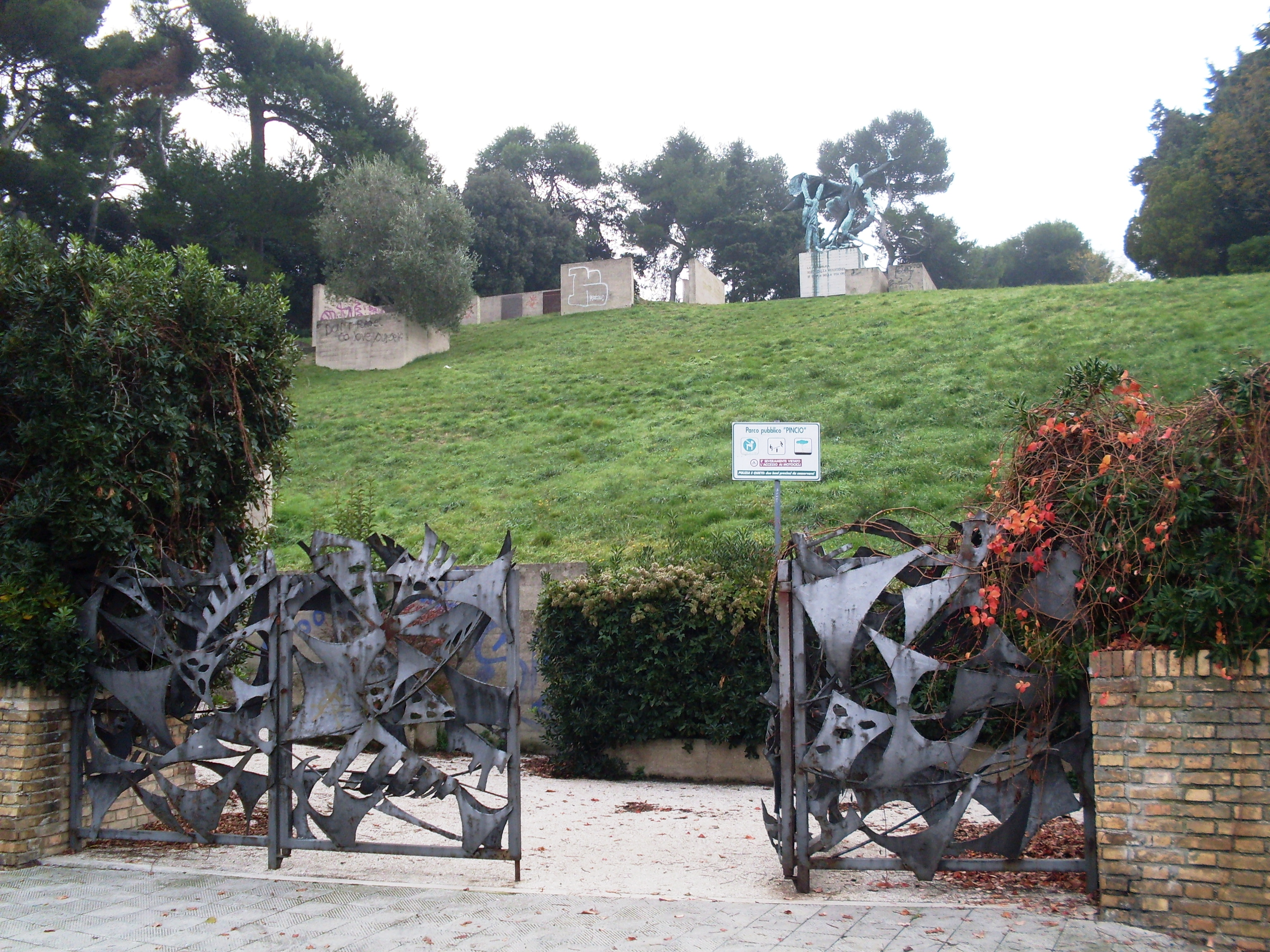
Ingresso del Pincio da via Vittorio Veneto, con il cancello Vele al Vento, di Giò Fiorenzi
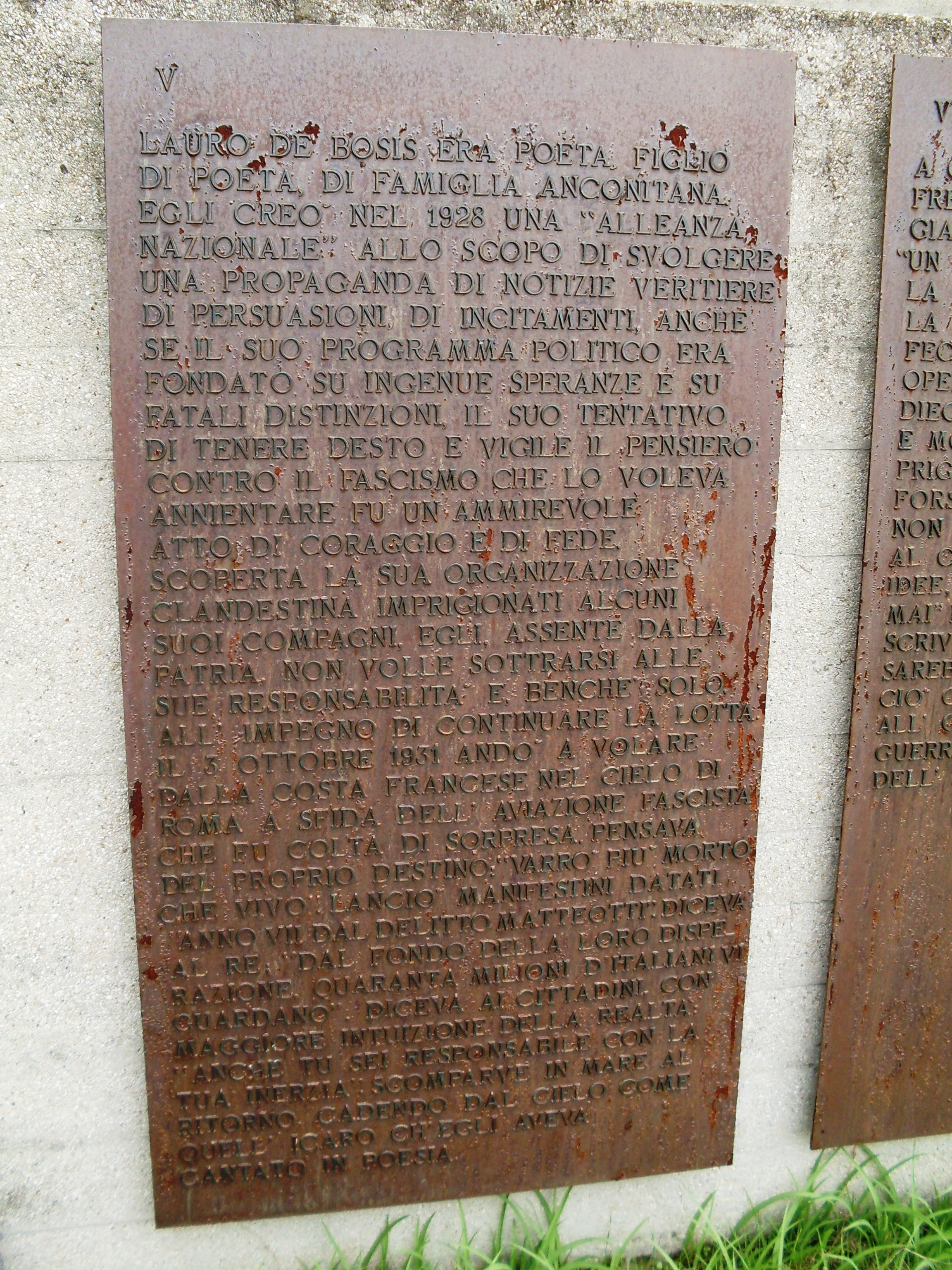
Scalinata del Monumento alla resistenza: lastra n° 4, che ricorda Lauro De Bosis
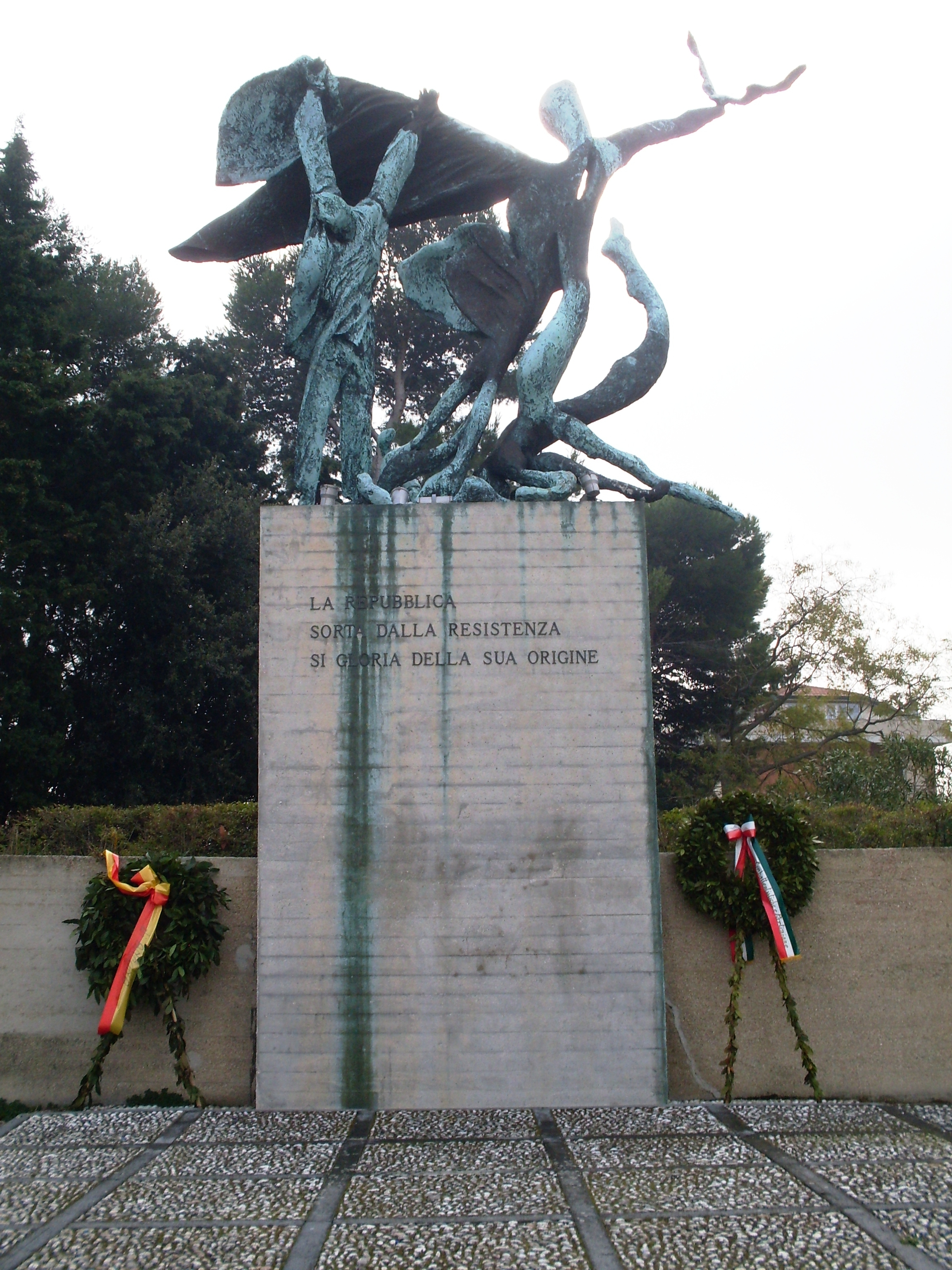
Monumento alla Resistenza, di Pericle Fazzini
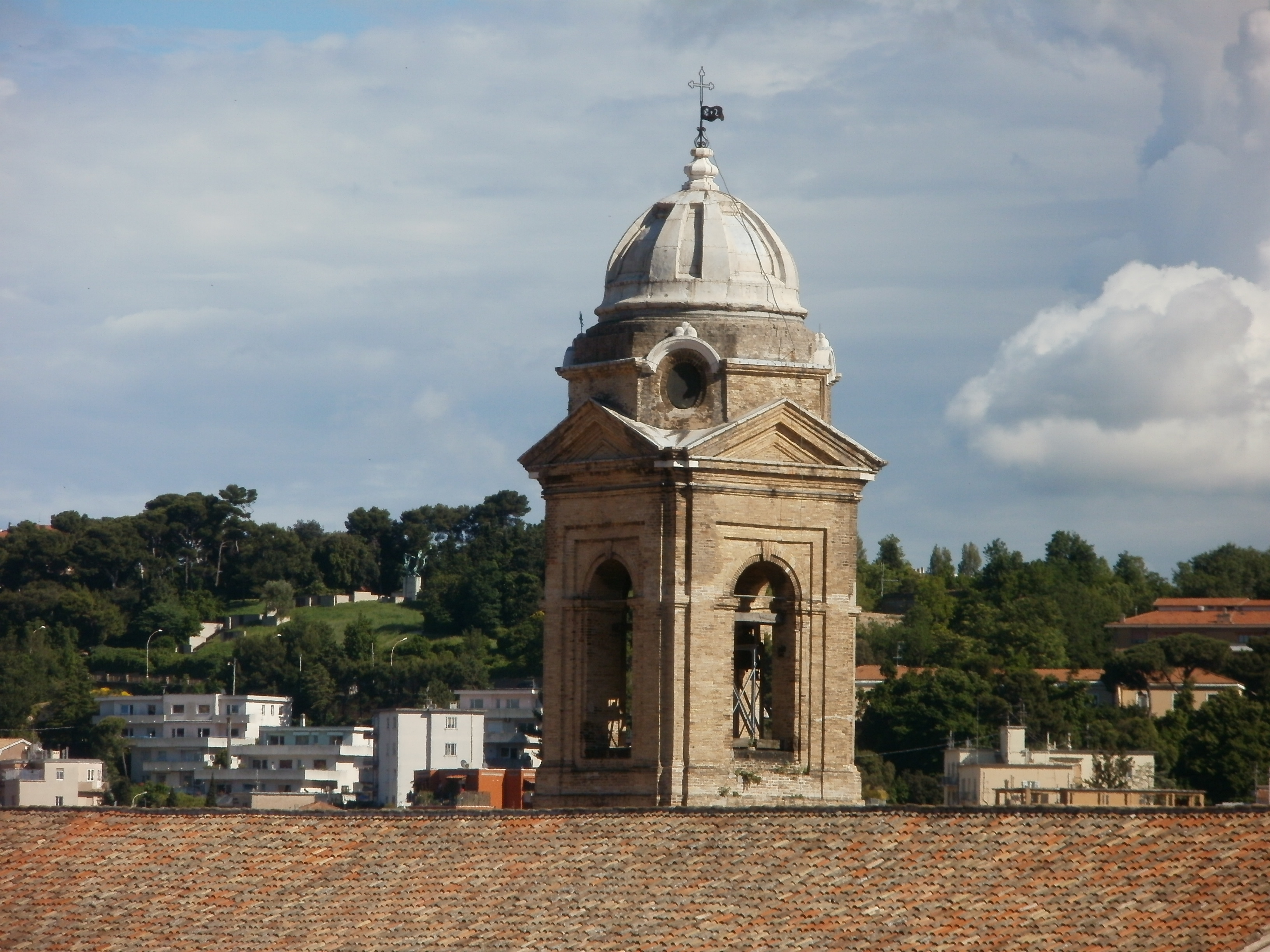
Il Pincio visto dal colle dei Cappuccini. In primo piano il campanile di S. Domenico

## Monumento ai caduti della Resistenza

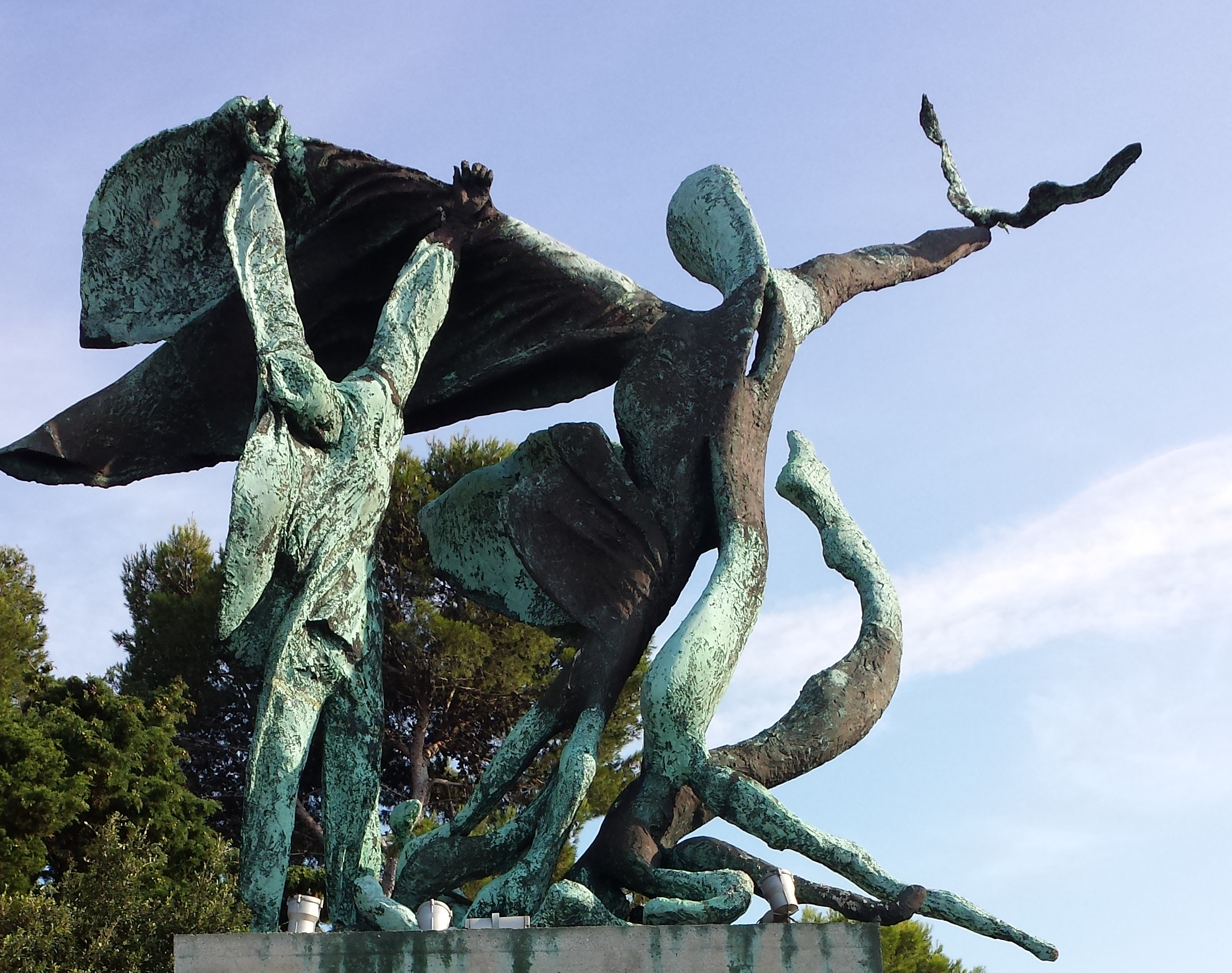
Il gruppo scultoreo di Pericle Fazzini

All'interno del Pincio è collocato il Monumento ai caduti della Resistenza, di Pericle Fazzini; fu inaugurato il 17 ottobre 1965, per celebrare i venti anni della liberazione, alla presenza di Sandro Pertini, che all'epoca era presidente della Camera dei Deputati.
Dall'ingresso al Pincio di via Vittorio Veneto, una scalinata conduce verso il monumento; a fianco degli scalini, sedici lastre in ferro brunito rievocano con le loro iscrizioni i fatti salienti della Resistenza nell'anconitano; i testi sono del  poeta e saggista Franco Antonicelli. La salita, con le sue scale, le sue svolte ad angolo e i suoi luoghi di sosta, simboleggia le sofferenze, le emozioni, le passioni del periodo della Resistenza; il giungere ai piedi della scultura di Fazzini evoca il sospirato momento della Liberazione. La scalinata e le adiacenze sono state progettate dall'architetto Paola Salmoni e dal paesaggista Gilberto Orioli.. 
Il cancello d'ingresso, del 1964, è opera artistica in ferro battuto di Giò Fiorenzi, che lo ha chiamato Vele al Vento; composto da rottami di ferro artisticamente composti, simboleggia la tragedia distruttiva della guerra e la sanguinosa lotta per la libertà compiuta con la Resistenza; i rottami diventano però vele al vento, che spingono l'Italia verso la libertà.